# Diquat
Diquat (ISO-naam) is een tweewaardig, quaternair ammoniumkation. Het is een niet-selectief herbicide dat enkel werkt op de delen van de plant waarmee het in contact komt. Het veroorzaakt ontbladering en uitdroging. De meeste commerciële formuleringen bevatten een waterige oplossing van het broomzout van diquat, diquatdibromide (CAS-nummer 85-00-7).
Naast het bestrijden van onkruid wordt diquat ook gebruikt om aardappelloof te doden of om zaden van onder andere rijst of zonnebloem te drogen.
Diquat is reeds sedert 1962 op de markt; het werd ontwikkeld door de Plant Protection Division van Imperial Chemical Industries in Groot-Brittannië (tegenwoordig Syngenta). Diquat is sinds 4 mei 2019 niet langer toegelaten in de EU.